# (37244) 2000 WF175
(37244) 2000 WF175 est un objet de la ceinture principale d'astéroïdes extérieure découvert en 2000.

## Description
(37244) 2000 WF175 a été découvert le 26 novembre 2000 à l'observatoire Magdalena Ridge, situé dans le comté de Socorro, au Nouveau-Mexique (États-Unis), par le projet Lincoln Near-Earth Asteroid Research (LINEAR).

### Caractéristiques orbitales
L'orbite de cet astéroïde est caractérisée par un demi-grand axe de 3,22 ua, un périhélie de 3,01 ua, une excentricité de 0,06 et une inclinaison de 18,89° par rapport à l'écliptique. Du fait de ces caractéristiques, à savoir un demi-grand axe entre 3,2 et 4,6 ua, il est classé, selon la JPL Small-Body Database, comme objet de la ceinture principale d'astéroïdes extérieure.

### Caractéristiques physiques
(37244) 2000 WF175 a une magnitude absolue (H) de 13,2 et un albédo estimé à 0,189.